# Framnæs hajógyár

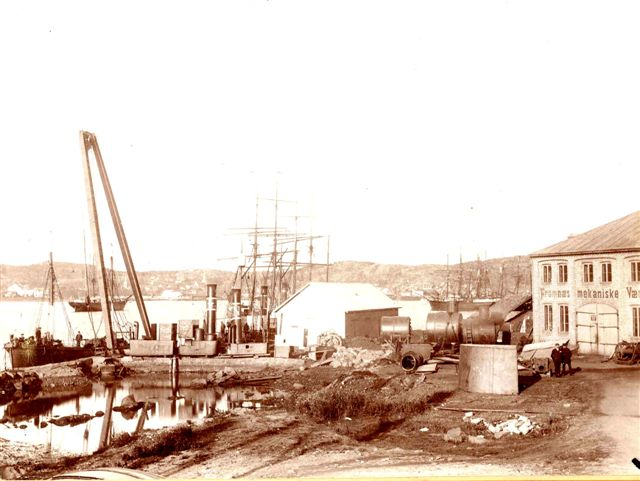
A hajógyár régen

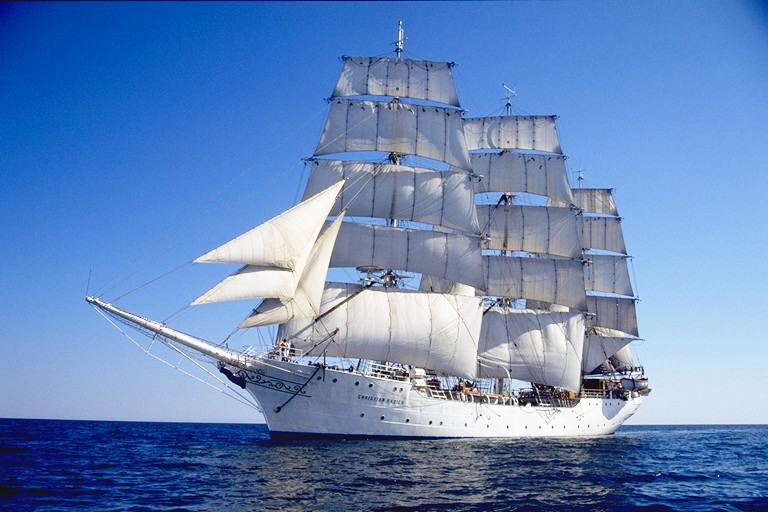
A Christian Radich

A Framnaes hajógyár (norvégul: Framnæs mekaniske Værksted) norvég vállalat volt, 1898 és 1986 között működött Sandefjordban, Vestfold megyében. Kezdetben szoros kapcsolatban állt a bálnavadászattal is, később egyre inkább a hajóépítésre specializálódott.
A vállalat által épített leghíresebb hajók:
- Jason
- Endurance
- Christian Radich
- Viking

## Fordítás
Ez a szócikk részben vagy egészben  a   Framnæs Mekaniske Værksted című angol Wikipédia-szócikk ezen változatának fordításán alapul.  Az eredeti cikk szerkesztőit annak laptörténete sorolja fel. Ez a jelzés csupán a megfogalmazás eredetét és a szerzői jogokat jelzi, nem szolgál a cikkben szereplő információk forrásmegjelöléseként.

## Külső hivatkozások
- FerryPhotos - Framnaes
- Koopvaardijschepen - Framnaes, Sandefjord